# Gilbert Roberts
Gilbert Roberts (* 18. Februar 1899 in Hampstead (London); † 1. Januar 1978 in London) war ein britischer Bauingenieur, bekannt als Pionier für Straßenbrücken und insbesondere Hängebrücken langer Spannweite in Großbritannien nach dem Zweiten Weltkrieg.

## Studium
Roberts war der Sohn eines pharmazeutischen Chemikers, besuchte die Bromley High School und studierte Ingenieurwesen am Gresham College und nach Unterbrechung durch den Ersten Weltkrieg, in dem er Flugzeugbeobachter an der Westfront war und bei einem Bombenangriff als Teil des Royal Flying Corps ins Knie geschossen wurde, am City and Guilds College des Imperial College mit dem Bachelor-Abschluss 1922 mit Bestnoten. Er war ein begabter Student mit mathematischer Begabung und großem Zeichentalent, der sich aber auch stark für Musik (er stammte aus einer Musikerfamilie) und Theater interessierte.

## Beginn der Karriere

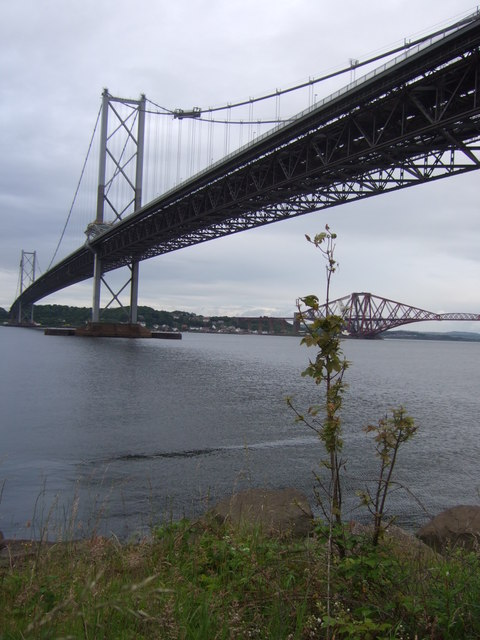
Forth Road Bridge

Kurz nach seinem Abschluss trat er in das Ingenieurbüro Sir Douglas Fox & Partners ein, aus denen später  Freeman Fox & Partners wurde. Als Bauingenieur war er am Entwurf der Sydney Harbour Bridge (1932) unter Leitung von Ralph Freeman beteiligt, damals die größte Stahlbogenbrücke der Welt. Ihr Entwurf und Bau erforderte zahlreiche vorbereitende Tests und Roberts führte statische Berechnungen durch (Sekundärspannungen im Hauptbogen), damals an der Grenze des Machbaren und ausgeführt per Hand oder im späteren Stadium mit kleinen mechanischen Tischrechenmaschinen (Muldivio). Während dieser Zeit entzündete sich sein Knie und es blieb nach einer Operation steif. Freeman's Ingenieursteam war für den Bau der Sydney Harbour Bridge zu Dorman Long & Company gewechselt. 1925 sammelte er Praxiserfahrung als Ingenieur beim Bau einer Eisenbahnlinie in Lancashire, was seine 1927 erfolgte Mitgliedschaft in der Institution of Civil Engineers ermöglichte. Danach war er wieder bei Dorman Long, wo er bald zu den leitenden Ingenieuren für Brückenentwürfe aufstieg und anfangs unter Frank Freeman, dem Bruder von Ralph Freeman, und J. F. Pain wirkte. Pain galt als streng und hatte die Oberaufsicht über die Ingenieure. Er war etwa gleich alt mit Roberts, hatte aber ein Jahr mehr Erfahrung. Roberts arbeitete aber bald praktisch unabhängig als Projektleiter direkt unter der Geschäftsführung. In der Zeit von 1925 bis 1928 setzten sich die komplexen Berechnungen für die Sidney Harbour Bridge fort, parallel zum Bau der Brücke (die endgültigen Berechnungen wurden 1932 vorgelegt, gleichzeitig mit der Fertigstellung der Brücke). Gleichzeitig mit der Hafenbrücke von Sydney war Roberts an den Plänen für die Ausführung einer Stahlbogenbrücke in Newcastle beteiligt (Baubeginn 1925), die kleiner war, aber in vielem als Vorbild diente für die Ausführungsschritte bei der später fertiggestellten Brücke in Sydney. Während dieser Zeit bildeten Pain und Roberts zahlreiche Ingenieure aus. Roberts entwickelte sich außerdem zu einem Pionier in der Verwendung von Schweißverbindungen bei Brücken, beginnend mit der Billingham Bridge nahe Middlesbrough (1931), und er propagierte Chromador-Stahl (mit Chrom-Kupfer-Beimischung), dem ersten kommerziell in Großbritannien erhältlichen hochfesten Stahl in der Bauindustrie. 1936 wurde er leitender Ingenieur bei Sir William Arrol & Company in Glasgow und 1943 Direktor und Chefingenieur. Während des Kriegs wandte er seine Expertise in Schweißtechnik dem Bau von voll verschweißten Landungsschiffen für die Admiralität zu. 1943 erschien seine Schrift über elektrisches Schweißen im Schiffbau. Er beriet auch bei den künstlichen Häfen (Mulberry-Häfen) für die Landung in der Normandie. Nach dem Krieg wandte er sich wieder dem Stahlbau für Industrieanlagen zu und er entwarf unter anderem neuartige Docktore.

## Karriere bei Freeman Fox
Als das Projekt der Severn-Brücke 1948 dringlich wurde, womit Freeman Fox & Partner (mit Ralph Freeman als Chefingenieur und seinen Assistenten Oleg Kerensky und C. D. Crosthwaite) und Mott, Hay & Anderson beauftragt waren, beschlossen die Senior-Partner beider Firmen Ralph Freeman und David Anderson, Gilbert Roberts mit der Leitung des gemeinsamen Ingenieursteams zu beauftragen. Seine Hauptassistenten waren Kerensky und Kenneth Anderson (Crosthwaite, der viel an theoretischen und aerodynamischen Studien zu Hängebrücken gearbeitet hatte, war für Wasserkraftwerke in Nordwales unabkömmlich), Freeman und Anderson waren aber auch an der Gesamtleitung beteiligt. Roberts wurde dazu Senior Partner bei Freeman Fox & Partners. Obwohl das Projekt als dringlich angesehen wurde und der Baubeginn für 1950/51 anvisiert worden war, wurde der Bau zunächst zurückgestellt um mehr Tests im Windkanal zu machen. Die Planungsarbeiten wurde erst nach dem Bau der Forth Road Bridge (1964) wieder aufgenommen, diesmal unter alleiniger Leitung der Tragwerksplanung von Roberts (assistiert von William Brown und M. F. Parsons, die beide auch Partner bei Freeman Fox wurden). Fertiggestellt wurde sie 1966. Nahe der Severn-Brücke entwarf er auch die Autobahnbrücke der M4 über den Fluss Wye.
Bei Freeman Fox entwarf er auch, teilweise mit William Brown, so bekannte Brücken wie die Adomi-Brücke (1957), Auckland Harbour Bridge (1959), die Forth Road Bridge (1964). 1969 trat er bei Freeman Fox in den Ruhestand als Partner. Sein letztes großes Brückenprojekt war die erste Bosporusbrücke (Brücke der Märtyrer des 15. Juli), mit der Freeman Fox 1968 beauftragt wurde, deren Planung und Bau dann Brown und Parsons bei Freeman Fox fortsetzten und die 1970 bis 1973 gebaut wurde. Der Beschluss zum Bau der Humber-Brücke (fertiggestellt 1981) erfolgte erst 1971 nach seinem Ausscheiden und er war am Endentwurf nicht beteiligt, obwohl er schon seit 1926 an verschiedenen Entwürfen für die Brücke arbeitete, auch während er nicht bei Freeman Fox war, aber Freeman beriet. Sein Abschied vom Brückenbau wurde nach dem Teil-Kollaps der West Gate Bridge beschleunigt, an dem in der offiziellen Untersuchung Freeman Fox eine Mitschuld erhielt. Die genauen Abläufe und Verantwortlichkeiten konnten nie geklärt werden, auch da die leitenden Ingenieure vor Ort beim Einsturz ums Leben kamen. Roberts nahm die Verhandlung in Australien sehr mit und auf dem Rückflug erlitt er einen Herzanfall.

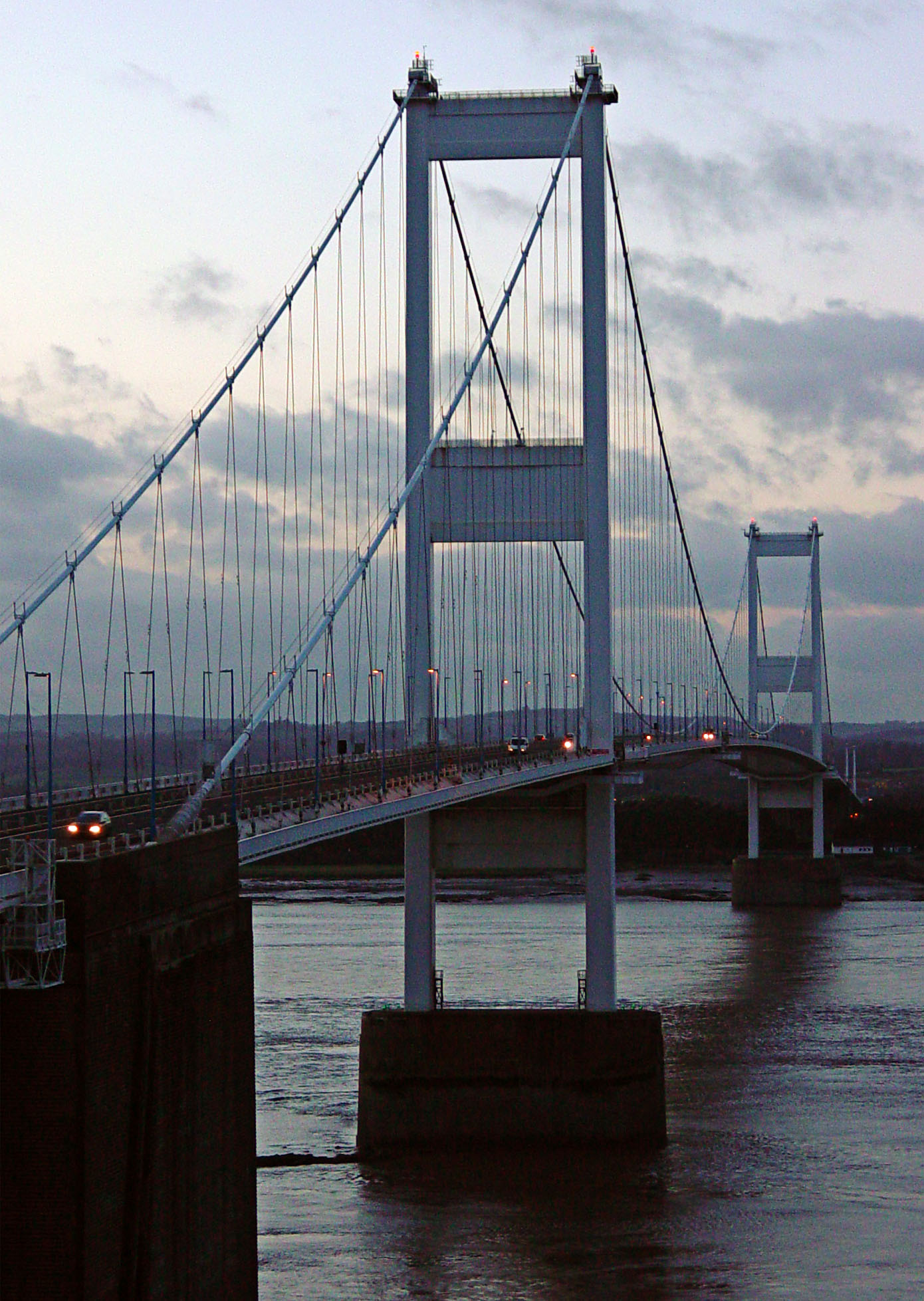
Severn-Brücke

Er wurde 1965 Fellow der Royal Society und im selben Jahr geadelt. 1988 erhielt er die Royal Medal. Mit Freeman Fox erhielt er insbesondere für die Severn-Brücke 1969 den MacRobert Award, 1966 den Special Award der Institution of Civil Engineers (ICE) und 1967 den Queen's Award of Industry. 1967 erhielt er die Telford Gold Medal der ICE und 1969 deren James Watt Gold Medal. 1970 erhielt er die Churchill Gold Medal der Society of Engineers.
In der Würdigung für die Aufnahme in die Royal Society wurden neben seinen Brückenkonstruktionen (Severn, Forth, Auckland Harvour, Adomi) auch ungewöhnliche Stahlkonstruktionen hervorgehoben, wie das Radioteleskop des Parkes-Observatoriums, Kräne wie der 500-Tonnen-Goliathkran der Firma Babcock & Wilcox und der Dome of Discovery auf der Festival of Britain Ausstellung 1951 auf der Londoner South Bank sowie  das Kraftwerk High Marnham Power Station (bei Marnham (Nottinghamshire), es wurde 1962 vollendet und bestand bis 2003).

## Privates
1925 heiratete er seine ehemalige Kommilitonin und Mathematikstudentin Elizabeth Nada Hora, die ihn auch bei statischen Berechnungen unterstützte.